# SMAD-Protein
SMAD-Proteine sind eine Gruppe von intrazellulären Proteinen, die extrazelluläre Signale der TGF-β-Familie von den TGF-Rezeptoren in den Zellkern weiterleiten, wo sie anschließend die Transkription bestimmter Gene aktivieren.

## Eigenschaften
Der Name leitet sich vom homologen Gen der Taufliege Drosophila melanogaster, MAD (engl. mothers against decapentaplegic) und dem Gen für das Protein Sma (engl. small body size ‚kleine Körpergröße‘) des Fadenwurms Caenorhabditis elegans ab.

## Verwechslungsgefahr
In Fachveröffentlichungen und Protein-Datenbanken liegen mitunter fehlerhafte Einträge vor aufgrund einer Verwechslung mit dem Protein SAMD1. Ohne SAMD1 entwickeln sich embryonale Stammzellen fehlerhaft, ergaben Zellkulturexperimente.

### Klassen
- Die Rezeptor-regulierten SMAD (R-SMAD, SMAD1-3, -5, -8, -9)[9]
- Der common-mediator-SMAD4 (co-SMAD), der mit R-SMAD interagiert[10]
- Die antagonistischen oder inhibitorischen SMAD (I-SMAD), SMAD-6 und SMAD-7, die die Aktivierung von R- und Co-SMAD blockieren[11]